# جانغ تشول-مين
جانغ تشول-مين (هانغل: 장철민) هو لاعب كرة قدم كوري جنوبي في مركز الوسط، ولد في 19 مايو 1972 في كوريا الجنوبية. لعب مع أولسان هيونداي وجونبك هيونداي موتورز.

## وصلات خارجية
- جانغ تشول-مين على موقع دوري كوريا الجنوبية (الإنجليزية)